# Bestuurlijke indeling van Albanië
Albanië kent als bestuurlijke indeling naast de centrale overheid ook andere bestuurslagen, territoriale onderdelen waar regels vastgesteld en/of beslissingen worden genomen over bepaalde gebieden en/of hun bewoners. Het betreft de volgende bestuurslagen:
| Bestuurslagen                              | Bestuurslagen       | Bestuurslagen      | Bestuurslagen                            | Bestuurslagen |
| ------------------------------------------ | ------------------- | ------------------ | ---------------------------------------- | ------------- |
| centraal niveau                            | prefectuurniveau    | lokaal niveau      | lokaal niveau                            |               |
| Republiek Albanië - Republika e Shqipërisë | prefecturen - qarku | gemeenten - bashki | bestuurseenheden - njësia administrative |               |
| 1. 2. 3. 4.                                |                     |                    |                                          |               |

Albanië heeft twaalf prefecturen (qark/qarku) en 61 gemeenten (bashki, enkelvoud bashkia).
De twaalf prefecturen kennen een Raad, die bestaat uit de burgemeesters van de gemeenten. De regering wijst ten behoeve van toezicht en de uitvoering van medebewindstaken een prefect aan. De prefecturen zijn Berat, Dibër, Durrës, Elbasan, Fier, Gjirokastër, Korçë, Kukës, Lezhë, Shkodër, Tirana en Vlorë.
Iedere gemeente heeft een direct gekozen burgemeester  (Kryetar Bashkie) en direct gekozen gemeentesraadsleden (Këshilli Bashkiak).
Belsh · Berat · Bulqizë · Cërrik · Delvinë · Devoll · Dibër · Dimal · Divjakë · Dropull · Durrës · Elbasan · Fier · Finiq · Fushë-Arrëz · Gjirokastër · Gramsh · Has · Himarë · Kamëz · Kavajë · Këlcyrë · Klos · Kolonjë · Konispol · Korçë · Krujë · Kuçovë  · Kukës · Kurbin · Lezhë · Libohovë · Librazhd · Lushnjë · Malësi e Madhe · Maliq · Mallakastër · Mat · Memaliaj · Mirditë · Patos · Peqin  · Përmet · Pogradec · Poliçan · Prrenjas · Pukë · Pustec · Roskovec · Rrogozhinë · Sarandë · Selenicë · Shijak · Shkodër · Skrapar · Tepelenë · Tirana · Tropojë · Vau i Dejës · Vlorë · Vorë

Deelgemeenten · Gemeenten · Prefecturen
Berat · Dibër · Durrës · Elbasan · Fier · Gjirokastër · Korçë · Kukës · Lezhë · Shkodër · Tirana · Vlorë

Deelgemeenten · Gemeenten · Prefecturen